# Don Deacon
Donald John Deacon (né le 2 juin 1913 à Regina au Canada - mort le 25 décembre 1943) est un joueur professionnel de hockey sur glace.

## Biographie
Il commence sa carrière junior avec les Pats de Regina de la ligue de hockey junior de la Saskatchewan en 1930, première franchise de la ville à porter ce nom. Il joue également pour l'équipe lors de la finale de la Coupe Memorial.
Il signe un contrat avec la franchise de la Ligue nationale de hockey des Red Wings de Détroit en 1934 mais il ne joue son premier match dans la LNH qu'en 1935. Entre-temps, il joue avec les Olympics de Détroit de la Ligue internationale de hockey puis lorsque la franchise est vendue et transférée à Pittsburgh, il la suit et devient un des premiers joueurs des Hornets. En 1938-1939, il est le meilleur pointeur de la Ligue américaine de hockey - alors nommée International-American Hockey League - avec 65 points.
Il passe ensuite quelques autres saisons avec les Hornets, ne jouant que peu dans la LNH. En 1940, il est échangé en retour de Bob Gracie et de 30 000 dollars à la franchise des Barons de Cleveland. Deux saisons plus tard, il met fin à sa carrière professionnelle et rejoint l'équipe amateur de Calgary :  Calgary Currie Army. Il arrête définitivement le hockey à la fin de la saison 1942-1943. Il meurt le 25 décembre 1943.

## Statistiques
| Saison     | Équipe                | Ligue      |    | Saison régulière | Saison régulière | Saison régulière | Saison régulière | Saison régulière |   | Séries éliminatoires | Séries éliminatoires | Séries éliminatoires | Séries éliminatoires | Séries éliminatoires |
| Saison     | Équipe                | Ligue      | PJ | B                | A                | Pts              | Pun              | PJ               | B | A                    | Pts                  | Pun                  |                      |                      |
| 1935-1936  | Olympics de Détroit   | LIH        | -  | 14               | 17               | 31               | 70               |                  |   |                      |                      |                      |                      |                      |
| 1936-1937  | Hornets de Pittsburgh | ILAH       | 40 | 14               | 15               | 29               | 18               |                  |   |                      |                      |                      |                      |                      |
| 1936-1937  | Red Wings de Détroit  | LNH        | 4  | 0                | 0                | 0                | 2                |                  |   |                      |                      |                      |                      |                      |
| 1937-1938  | Hornets de Pittsburgh | ILAH       | 42 | 18               | 19               | 37               | 28               |                  |   |                      |                      |                      |                      |                      |
| 1938-1939  | Hornets de Pittsburgh | ILAH       | 46 | 24               | 41               | 65               | 41               |                  |   |                      |                      |                      |                      |                      |
| 1938-1939  | Red Wings de Détroit  | LNH        | 8  | 1                | 3                | 4                | 2                | 2                | 2 | 1                    | 3                    | 0                    |                      |                      |
| 1939-1940  | Red Wings de Détroit  | LNH        | 18 | 5                | 1                | 6                | 2                |                  |   |                      |                      |                      |                      |                      |
| 1939-1940  | Barons de Cleveland   | ILAH       | 39 | 13               | 25               | 38               | 26               |                  |   |                      |                      |                      |                      |                      |
| 1940-1941  | Barons de Cleveland   | LAH        | 53 | 15               | 15               | 30               | 46               |                  |   |                      |                      |                      |                      |                      |
| 1941-1942  | Barons de Cleveland   | LAH        | 49 | 13               | 14               | 27               | 15               |                  |   |                      |                      |                      |                      |                      |
| Totaux LNH | Totaux LNH            | Totaux LNH | 30 | 6                | 4                | 10               | 6                | 2                | 2 | 1                    | 3                    | 0                    |                      |                      |